# Toro (vi)
Toro és una denominació d'origen dels vins produïts a una àrea regada pel riu Duero, la qual inclou una dotzena de municipis de la província de Zamora (comarques de Alfoz de Toro, La Guareña i Tierra del Vino), i tres de la província de Valladolid (comarca Tierra del Vino de Valladolid), de les quals Toro n'és la capital de la denominació.

## Història
Els vins de Toro són anteriors a l'assentament dels romans. A l'edat mitjana van obtenir-ne el privilegi de vendre-s'hi a ciutats on altres vins la venda n'estava prohibida. Al segle xix arran de l'atac de la fil·loxera a terres franceses, s'hi van transportar grans quantitats d'aquest tipus de vi. Als anys 70 del segle xx es fan els primers passos per crear el que, amb el pas del temps, arribaria a ser la Denominació d'Origen Toro, la qual es va assolir el 1987.

## L'entorn
L'altitud dels vinyers està compresa entre els 600 i 750 metres, els sòls són marrons amb textura sorrenca, pobra en matèria orgànica i amb baix contingut en sals minerals. El clima és mediterrani continental, i les precipitacions oscil·len entre els 350 i 400 mm anuals. Els hiverns són rigorosos (el que implica temperatures mínimes extremes i la prolongació del període de gelades) i els estius curts, no excessivament calorosos i amb importants oscil·lacions tèrmiques entre el dia i la nit.

## Varietats de raïm
- Varietats blanques: Verdejo, malvasia (varietat castellana).
- Varietats negres: Garnatxa, Ull de llebre (Tinta de Toro).

## Característiques dels vins
- Negres: vins de 13,5° a 15° d'alcohol. S'elaboren fonamentalment amb raïm negre de Toro, encara que se'n pot incloure també garnatxa, no més d'un 25%;
- Rosats: vins d’11° a 14° d'alcohol. S'elaboren amb una mescla de raïm negre de Toro (75%) i garnatxa, o ben tot de garnatxa;
- Blancs: vins d’11° a 13° de graduació. S'elaboren amb malvasia castellana (85%) i verdejo, o bé tot de verdejo.[3]